# Zauchwinkel, Glodnica
Zauchwinkel je naselje v Občini Glodnica v Okraju Šentvid ob Glini na Koroškem v Avstriji.